# 微柔麗鯛
微柔麗鯛（学名：Placidochromis minutus）為輻鰭魚綱鱸形目隆頭魚亞目慈鯛科的其中一種，分布於非洲馬拉威湖流域，棲息深度112-114公尺，體長可達6.1公分，棲息在底中層水域，生活習性不明。
其种加词“minutus”意为“微小的”。